# البحرين ثلاثة عشر

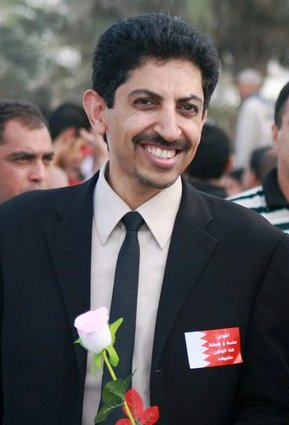
يعتبر عبد الهادي الخواجة على نطاق واسع الأبرز في المجموعة.

البحرين ثلاثة عشر هم ثلاثة عشر بحريني يمثلون زعماء المعارضة ونشطاء حقوق الإنسان ومدونين ورجال دين شيعة اعتقلوا في الفترة بين 17 مارس و9 أبريل 2011 لدورهم في الاحتجاجات. في يونيو 2011 حوكموا من قبل محكمة عسكرية خاصة باسم محكمة السلامة الوطنية وأدينوا بإنشاء جماعات إرهابية لإسقاط النظام الملكي وتغيير الدستور. تلقوا أحكاما بالسجن تتراوح ما بين سنتين إلى السجن مدى الحياة. أيدت محكمة الاستئناف العسكرية الأحكام في سبتمبر. كانت المحاكمة أحد أبرز محاكمات محكمة السلامة الوطنية. عقدت المحاكمة في محكمة مدنية في أبريل 2012 ولكن لم يفرج عن المتهمين. تم تأكيد الأحكام مرة أخرى في 4 سبتمبر 2012. في 7 يناير 2013 خسر المتهمين الفرصة الأخيرة للاستئناف عندما أيدت محكمة النقض أعلى محكمة في البحرين الأحكام.
الثلاثة عشر شخص هم عبد الهادي الخواجة وعبد الهادي المخوضر وعبد الجليل المقداد وعبد الجليل السنكيس وعبد الله المحروس وعبد الوهاب حسين وحسن مشيمع وإبراهيم شريف ومحمد حبيب المقداد ومحمد حسن جواد ومحمد إسماعيل وسعيد النوري وصلاح الخواجة. كانوا في الأصل واحد وعشرين ولكن حوكم سبعة غيابيا وأطلق سراح واحد في أبريل 2012. الثلاثة عشر أصبحوا أبطال شعبيين في البحرين وتكهن محللون أن الحكومة كانت تخشى أن تطلق سراحهم ويقومون بإعادة تنشيط الحركة الاحتجاجية وأحبطت الحكومة أنصارهم الذين كانوا يتمنون الإفراج عنهم عن طريق عفو ملكي.
أثارت المحاكمة قلق الاتحاد الأوروبي والدنمارك وفرنسا وايرلندا والمملكة المتحدة والولايات المتحدة والمنظمات الدولية بما فيها الأمم المتحدة ومنظمة العفو الدولية وهيومن رايتس ووتش ومراسلون بلا حدود ولجنة حماية الصحفيين ومنظمة حقوق الإنسان أولا. حافظت حكومة البحرين على عدالة المحاكمات. خلصت اللجنة البحرينية المستقلة لتقصي الحقائق لجنة التحقيق المستقلة بتكليف من ملك البحرين في نوفمبر 2011 أنه كان هناك نمط واضح من سوء المعاملة للمتهمين أثناء وجودهم في السجن.

## الخلفية

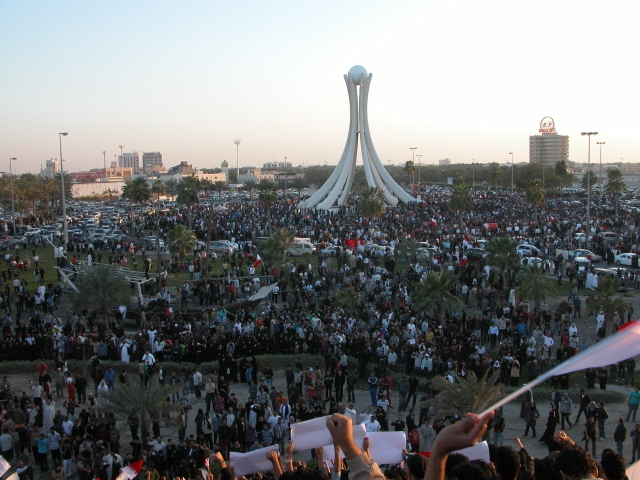
تجمع المحتجون في دوار اللؤلؤة لأول مرة في 15 فبراير.

في فبراير 2011 سعت السلطات البحرينية لقمع الاحتجاجات المؤيدة للديمقراطية حول دوار اللؤلؤة بالقرب من الحي المالي في العاصمة البحرينية المنامة (جزء من حركة الربيع العربي على نطاق أوسع). في 17 فبراير هجمت الشرطة على المحتجين فيما يعرف باسم يوم الخميس الدامي حيث قتلوا أربعة متظاهرين وجرحوا أكثر من 300. استمرت الاحتجاجات بمشاركة خمس السكان في الشهر التالي حتى تم طردهم وأعلنت الحكومة حالة الطواريء لمدة ثلاثة أشهر. على الرغم من وحشية فرضة النظام في الفترة التي تلت إلا أن الاحتجاجات والاشتباكات استمرت على نطاق أصغر خارج المناطق التجارية في المنامة. بحلول أبريل 2012 أكثر من 80 شخصا لقوا حتفهم خلال الاحتجاجات.

### التسمية
صاغت منظمة العفو الدولية اسم البحرين ثلاثة عشر للإشارة إلى الرجال. قضيتهم معروفة محليا باسم قضية الرموز ومجموعة الواحد والعشرين. كانوا في الأصل واحد وعشرين ولكن حوكم سبعة غيابيا وأطلق سراح واحد منهم في أبريل 2012. السبعة الذين حوكموا غيابيا إما مختبئين أو منفيين.

## دورهم في الاحتجاجات

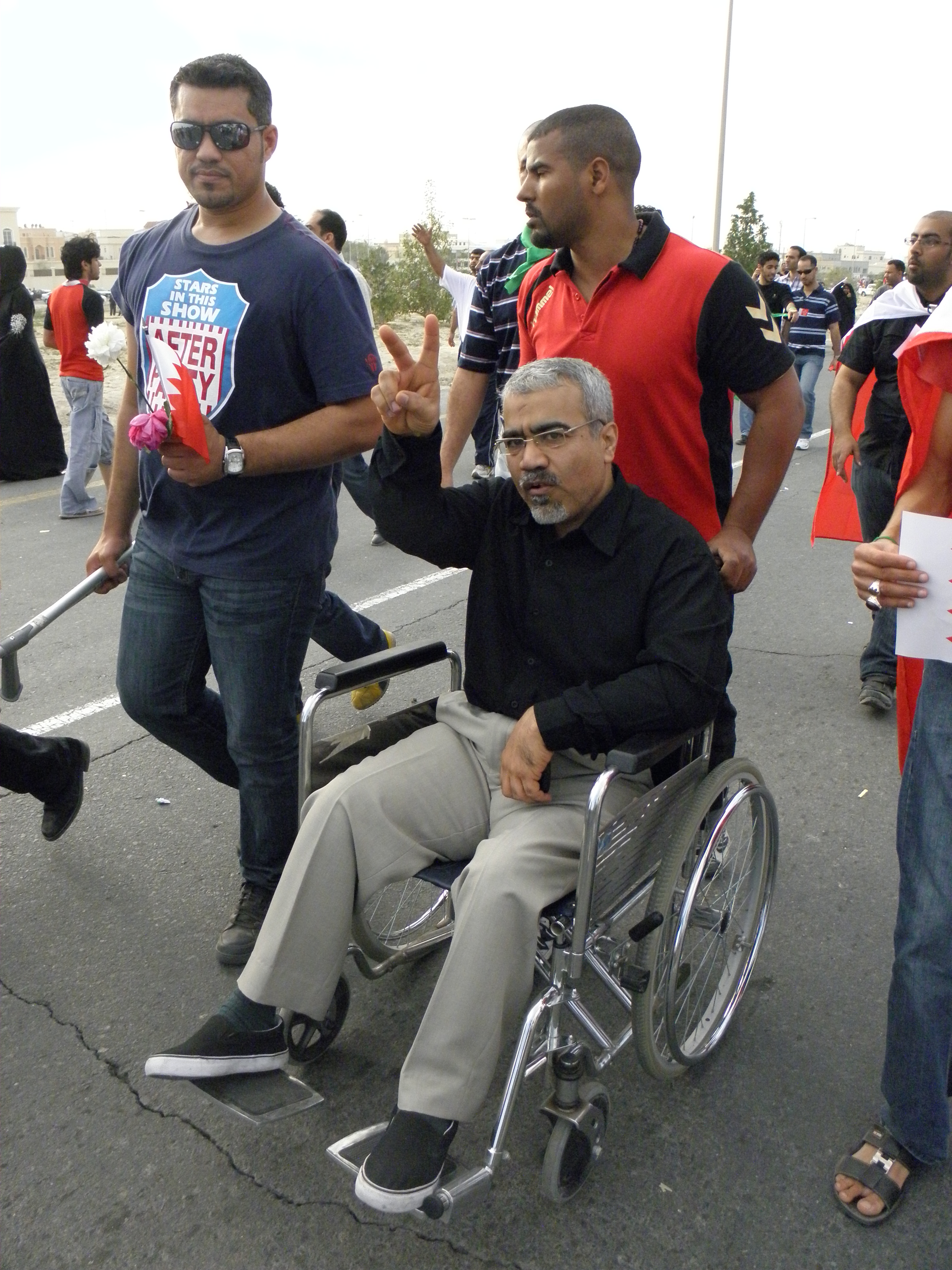
عبد الجليل السنكيس على كرسيه المدولب يشارك في مسيرة الاحتجاج نحو الديوان الملكي في الرفاع

لعب البحرين ثلاثة عشر دورا هاما في تعبئة الرأي العام ضد الحكومة وتنظيم الاحتجاجات وتشكيل مطالب سياسية. كان أغلب المجموعة معتقلة بالفعل عندما بدأت الاحتجاجات منذ أغسطس 2010 في حادثة المنامة وأطلق سراحهم في 22 فبراير 2011. عبد الوهاب حسين وحسن مشيمع وقادة أحزاب المعارضة في حركة الوفاء الإسلامي وحركة حق على التوالي من بين قادة الانتفاضة التسعينية في البحرين.
كان مشيمع عضو بارز في جمعية الوفاق الوطني الإسلامية الشيعية المعارضة حتى استقالته في عام 2005 بسبب قرارهم المشاركة في الانتخابات النيابية 2006. ثم أسس حركة حق. في عام 2010 حكم على الناشط المقيم في لندن غيابيا بتهمة التآمر لقلب نظام الحكم ولكن أسقطت التهم عنه في فبراير 2011 جزءا تنازلات الحكومة للمعارضة. سمح هذا الأمر لمشيمع بالعودة إلى البحرين في 26 فبراير والانضمام إلى حركة الاحتجاج. عبد الجليل السنكيس المدون ورئيس قسم الهندسة السابق في جامعة البحرين اتبع مسار مشيمع واستقال من منصبه في جمعية الوفاق من منصب رئيس العلاقات العامة وانضم حركة الحق في عام 2005 في منصب رئيس قسم حقوق الإنسان. كان من بين المقبوض عليهم في أغسطس عام 2010 وانضم للاحتجاجات عندما أطلق سراحه في 22 فبراير. حركة حق دعمت خطط الاحتجاج.
كان عبد الوهاب حسين أيضا عضو في جمعية الوفاق ولكنه استقال من منصبه في عام 2005. خلافا لمشيمع والسنكيس فقد اعتزل حسين السياسة في عام 2005. عاد في عام 2009 عندما شارك في تأسيس جماعة معارضة باسم حركة الوفاء الإسلامي وأصبح الناطق الرسمي للحركة. لعب دور أكبر في الاحتجاجات. لم يلق القبض عليه عندما بدأت الاحتجاجات ولا كان منفي خارج البلاد. بقيادة حسين قامت أول مظاهرة في الاحتجاجات في الساعات الأولى من 14 فبراير. يعود له الفضل أيضا في الفعل الذاتي واللامركزية الإجمالية لحركة الاحتجاج التي اعتمده ائتلاف شباب ثورة 14 فبراير وهي المجموعة التي كانت وراء الدعوة للاحتجاجات من أجل تجنب اختراقهم من قبل الحكومة.
عبد الجليل المقداد رجل دين شيعي بارز وناشط سياسي ومؤسس حركة الوفاء الإسلامي. استقال من المجلس العلمائي البحريني في عام 2005. العلاقة ما بين المقداد وحركة الوفاء مماثلة لتلك التي ما بين عيسى قاسم وجمعية الوفاق كزعيم روحي غير رسمي.سعيد النوري ناشط سياسي وديني ومن أشد منتقدي الحكومة وهو عضو في حركة الوفاء الإسلامي. كان من بين المقبوض عليهم في أغسطس 2010. محمد إسماعيل ناشط سياسي له علاقات وثيقة مع عبد الوهاب حسين.
في مارس 2011 شكلت حركة حق وحركة الوفاء الإسلامي وحركة أحرار البحرين تحالف أسموه التحالف من أجل الجمهورية يدعو إلى إسقاط النظام الملكي الحالي عن طريق تصعيد الاحتجاجات السلمية وإقامة جمهورية ديمقراطية. عندما قبلوا بنظام ملكي دستوري على النمط الغربي من حيث المبدأ لأنه لا يختلف كثيرا عن الجمهورية ولكنهم اشتكوا من أن النظام لا ينفذ طوعا مثل هذا التغيير الجذري وتوصل إلى قرار بأن إسقاط النظام الملكي كان لا مفر منه. التحالف المنشأ حديثا قام بمسيرة احتجاج مثيرة للجدل نحو إلى الديوان الملكي في الرفاع. المسيرة انتهت بحالة من الفوضى بعد أن فرقتها قوات الأمن والجماعات السنية الموالية للحكومة.

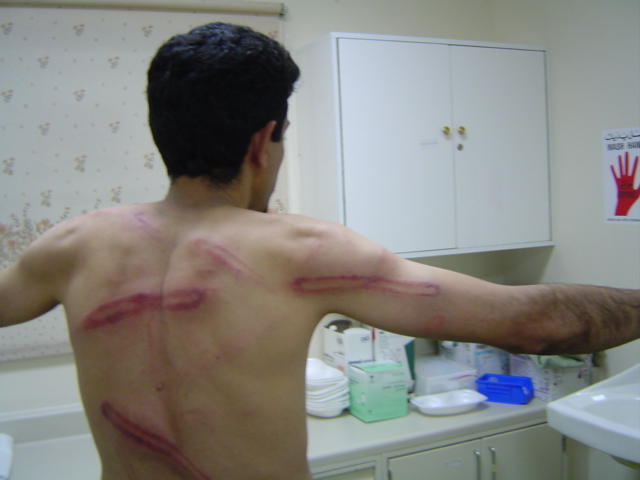
علامات الضرب على الظهر والذراع على عبد الهادي الخواجة نتيجة هجوم الشرطة على مظاهرة في عام 2005

عبد الهادي الخواجة الذي وصفه مؤشر على الرقابة باعتباره أحد الناشطين المعروفين في مجال حقوق الإنسان في العالم هو المؤسس المشارك لمركز البحرين لحقوق الإنسان وأشد منتقدي الحكومة. اعتقل الخواجة في عام 2004 و2007 and 2007, وتعرض للضرب في عام 2005 على أنشطته المعارضة. الخواجة حاصل على الجنسيتين الدنماركية والبحرينية بشكل مزدوج وكان له دور أقل بكثير في الاحتجاجات. قال إنما اقتصرت جهوده على تنظيم التوعية السلمي والتعليم في مجال حقوق الإنسان وكان قد ابعد عمدا نفسه بعيدا عن دوار اللؤلؤة من أجل تجنب إعطاء السلطات أي سبب لاعتقاله. صلاح الخواجة هو عضو سابق في جمعية العمل الإسلامي وشقيق عبد الهادي الخواجة. خلال الاحتجاجات سعى لتوثيق الأحداث والاتصال بوسائل الإعلام الدولية.
إبراهيم شريف رئيس جمعية العمل الوطني الديمقراطي اليسارية المعارضة الشهيرة باسم وعد. تحالفت وعد مع جمعية الوفاق الشيعية المعارضة. نظموا العديد من الاحتجاجات التي تدعو إلى حكومة منتخبة ونظام ملكي دستوري. شريف هو العضو الوحيد السني في البحرين ثلاثة عشر والباقي من الشيعة. شريف السني المذهب قوض محاولات حكومة البحرين لتصوير الحركة الاحتجاجية على أنها طائفية ومؤامرة موالية لإيران ويظهر أن لديه دعم من بعض أفراد الطائفة السنية. قبل عشرة أيام من بداية الاحتجاجات طالب شريف بالإصلاح المحلي في مسيرة تضامنية مع الثورة المصرية عام 2011 ولكن أعلن قبل يوم واحد فقط من الاحتجاجات أنه يؤيد مبدأ حق الشباب في التظاهر السلمي.
محمد حبيب المقداد قريب عبد الجليل المقداد هو رجل دين شيعي وسياسي بارز ورئيس جمعية الزهراء لرعاية الأيتام ويحمل الجنسيتين البحرينية والسويدية بشكل مزدوج. المقداد هو أيضا من أشد منتقدي الحكومة. عبد الله المحروس ناشط ديني وسياسي ونائب رئيس جمعية الزهراء لرعاية الأيتام ومنتقد للحكومة. عبد الهادي المخوضر هو رجل دين شيعي ومحمد حسن جواد هو ناشط في مجال حقوق الإنسان. كانوا الأربعة من بين المقبوض عليهم في أغسطس 2010.

## القبض عليهم
حدثت الاعتقالات للبحرين ثلاثة عشر في الفترة ما بين 17 مارس و9 أبريل 2011 نظرا لدورهم في الاحتجاجات. كان أول من تم القبض عليه هو عبد الهادي المخوضر وعبد الجليل السنكيس وعبد الوهاب حسين وإبراهيم شريف وحسن مشيمع وسعيد النوري وعبد الهادي الخواجة. ألقي القبض على معظمهم من قبل قوات الأمن أثناء الليل. وفقا لمركز البحرين لحقوق الإنسان لم تكن هناك مذكرات اعتقال أظهرت والعديد من المعتقلين تعرضوا للضرب أثناء القبض عليهم. احتجزوا في سجن القرين العسكري ونقلوا في 28 نوفمبر إلى سجن جو.

## التعذيب
بعد إلقاء القبض عليهم تم الاحتفاظ بهم في الحبس الانفرادي لأسابيع وتعرضوا خلالها للتعذيب من قبل ضباط جهاز الأمن الوطني الذين سعوا لانتزاع اعترافات منهم وتضمن أيضا اعتداءات جنسية.
في أبريل شاهد مريض في المستشفى العسكري إبراهيم شريف ووجهه متورما مما أثار مخاوف من أنه ربما تعرض للتعذيب. وفقا لمنظمة العفو الدولية عانى عبد الهادي الخواجة من كسور في الفك والرأس وكدمات في الذراعين خلال الشهر الأول له في الاحتجاز ويزعم أنه نتيجة التعذيب. بعد دخوله المستشفى لمدة ستة أيام خضع خلالها للعديد من العمليات والتعذيب بحسب ما ورد في الاستئناف. كانت وفقا لهيومن رايتس ووتش تدل على علامات سوء المعاملة المرئية على وجه الخواجة خلال الجلسة الأولى من المحاكمة في مايو وحسن مشيمع وعبد الوهاب حسين كان يلاحظ عليهما أنهما يسيران أعرجان. نشر مركز البحرين لحقوق الإنسان مزاعم تفصيلية حول التعذيب المزعوم التي لحق بالبحرين ثلاثة عشر.
في 8 مايو 2011 أعلنت السلطات أن أيا من البحرين ثلاثة عشر تعرضوا للتعذيب مشيرا إلى أن المعلومات الواردة من المستشفى العسكري ومجمع السلمانية الطبي أظهر أن أيا من المستشفيان قد سمحا بادخال أو معالجة أي من المعتقلين. قيل أنها شائعات ملفقة وذات دوافع سياسية.
اللجنة البحرينية المستقلة لتقصي الحقائق أنشئت من قبل ملك البحرين في يونيو 2011 والتي وجدت أن مئات المعتقلين تعرضوا للتعذيب وغيره من أشكال الإيذاء البدني والنفسي لاحظت وجود نمط واضح لسوء المعاملة للقادة السياسيين بما في ذلك البحرين ثلاثة عشر. وفقا لتقرير اللجنة فإن التعذيب في سجن القرين لمجموعة البحرين ثلاثة عشر توقف بعد 10 يونيو.

## محاكمة والإدانة وإعادة المحاكمة

### المحاكم العسكرية
تم إرسال مجموعة البحرين ثلاث عشرة للمحاكمة في البداية لمحكمة السلامة الوطنية وهي محكمة عسكرية خاصة في مارس 2011 لمحاولة المتظاهرين وقادة المعارضة ونشطاء حقوق الإنسان والعاملين الصحيين وغيرهم من المؤيدين أو من يعتبرون من مؤيدي الاحتجاجات. المحاكمة كانت أحد أبرز المحاكمات أمام محكمة السلامة الوطنية. الجلسة الأولى كانت في 8 مايو 2011 وهي المرة الأولى التي يلتقي أعضاء مجموعة البحرين ثلاثة عشر بعائلاتهم منذ اعتقالهم وبالنسبة لبعضهم كانت المرة الأولى التي يجتمعون فيها محاميهم. جميع أعضاء المجموعة نفوا التهم الموجهة إليهم.
كانت التهم الرئيسية هي إنشاء جماعات إرهابية لإسقاط النظام الملكي وتغيير الدستور والتعاون مع دولة أجنبية في إشارة واضحة إلى إيران وغيرها من التهم التي تضمنت إهانة الجيش والتحريض على الكراهية ونشر معلومات كاذبة والمشاركة في مسيرات دون إخطار السلطات. تم رفض دخول مراقبي فرونت لاين ديفندرز وحقوق الإنسان أولا للمحكمة ولكن حضر قلة من المراقبين البحرينيين التابعين لمنظمات غير حكومية. وفقا لهيومن رايتس ووتش جميع الأنشطة التي وجهت إليهم تتعلق بحق التعبير والتجمع السلمي.
في 22 يونيو حكم على سبعة من المتهمين بالسجن مدى الحياة وأربع أشخاص بخمس عشرة سنة في السجن وشخصين بسنتين وواحد بسنة. بعدما احتجوا بصوت عال عند قراءة الأحكام تم اخراجهم. خلصت منظمة العفو الدولية أن جلسة الاستئناف في 6 سبتمبر لم تسمع أي دليل لدعم الاتهامات. جرت جلسة محكمة الاستئناف العسكرية في 28 سبتمبر لبضع دقائق قبل أن تأيد المحكمة جميع الإدانات. في نوفمبر طلبت اللجنة البحرينية المستقلة لتقصي الحقائق إعادة محاكمتهم في محاكم مدنية لأنهم أدينوا في محاكم عسكرية.
في 29 يناير ووفقا للناشط في مجال حقوق الإنسان محمد المسقطي فقد بدأ أعضاء المجموعة إضرابا عن الطعام لمدة أسبوع واحد وانضم إليهم 150 سجينا آخر. كان الهدف من الإضراب عن الطعام المطالبة بانهاء الحملة السياسية احتجاجا على محاكمتهم ومطالبة بالإفراج عن سجناء الرأي. بدأ عبد الهادي الخواجة في إضراب جديد عن الطعام استمر لمدة 110 يوم. تم نقله إلى المستشفى في أبريل. في 30 أبريل 2012 خفضت محكمة النقض الحكم الصادر ضد الحر يوسف الصميخ من سنتين إلى ستة أشهر وأفرج عنه بعدما أمضى مدة عقوبته. أعلنت المحكمة أيضا أن ثلاثة عشر متهما آخر سيتم محاكمتهم من قبل المحكمة الجنائية المدنية في الاستئناف ولكنها لم يتم الإفراج عنهم مما عرضهم لانتقادات من الأمم المتحدة.

### المحاكم المدنية
الجلسة الأولى أمام المحكمة الاستئناف الجنائية العليا التي من المقرر أن تجرى يوم 8 مايو تم تأجيلها إلى 22 مايو. حضر عبد الهادي الخواجة في اليوم التسعين من إضرابه عن الطعام للمحكمة على كرسي متحرك. دفع جميع المتهمين ببراءتهم. قال الخواجة وعبد الوهاب حسين أنهما تعرضا للتعذيب خلال الأسابيع الأولى من اعتقالهم وأشاروا إلى تعرضهم لاعتداءات جنسية وأجبروا على التوقيع على بيان مكتوب. في 19 يونيو طلب محامو الدفاع من المحكمة تجاهل الاعترافات وأن تقرير لجنة تقصي الحقائق زعم أنه تم الحصول عليه عن طريق التعذيب لكن أصر النائب العام على إدراجه ضمن الأدلة. وفقا لمركز البحرين لحقوق الإنسان كانت هذه الاعترافات الدليل الوحيد المقدم إلى المحكمة.
خلال الجلسة نفسها أدلى رجل الدين الشيعي محمد حبيب المقداد بشهادة طويلة وصف فيها التعذيب المزعوم واتهامه لناصر بن حمد آل خليفة نجل الملك بالقيام بتعذيبه شخصيا. طلب أعضاء المجموعة من محامو الدفاع التوقف عن تمثيلهم بعد أن قرر القاضي أن تستمر جلسات الاستماع سرية ومحظورة عن التغطية الإعلامية لأسباب تتعلق بالأمن القومي. تم تعيين محامين جدد من قبل المحكمة وأعلن القاضي أن الحكم النهائي سيعطى حتى لو رفض المتهمون الحضور. كان من المفروض أن تصدر المحكمة حكمها النهائي في 14 أغسطس بحضور عدد من الدبلوماسيين الأجانب ولكن تم تأجيل الجلسة حتى 4 سبتمبر من دون وجود سبب محدد معين. كان من المتوقع أن يكون له تأثير كبير على مسار الاحتجاجات وأشار محللون أن الحكم غير متأكدة من كيفية التعامل مع المتهمين الذين أصبحوا أبطال شعبيين بالنظر إلى أن الإفراج عنهم كان مرجحا وكان من الممكن أن يعطي زخما جديدا لحركة الاحتجاج.
أيام قليلة قبل إصدار الحكم المتوقع في 4 سبتمبر والذي كان أيضا اليوم المتوقع للحكم على 28 من العاملين في مجال الصحة وزينب الخواجة قالت منظمة حقوق الإنسان أولا أنه يمكن أن يكون يوم تحولي لحقوق الإنسان في البحرين إذا تم اتخاذ الحكم الصحيح. في 4 سبتمبر أيدت محكمة الاستئناف الحكم أعضاء مجموعة البحرين ثلاثة عشر الذين لم يحضروا الجلسة. ذكر تحليل أنه من المرجح أن يثير القرار التوترات السياسية واشتباكات في الشوارع وتسليط الضوء على فرص منخفضة لأي مصالحة في المستقبل القريب. أفاد شهود عيان أن المحتجين قاموا بإحراق الإطارات واشتبكوا مع قوات الأمن في عدة قرى شيعية في أعقاب الحكم وأصيب أحد المتظاهرين بجروح خطيرة من جراء قنبلة صوتية كان يقوم بصنعها.
في 7 يناير أيدت المحكمة العليا (محكمة النقض) الأحكام. بقرار المحكمة الأخير استنفذ جميع المتهمين الثلاثة عشر الذين لم يحضروا المحاكمة فرصتهم الأخيرة للاستئناف. السبيل الوحيد للإفراج عنهم هو عفو ملكي.

## ردود الفعل

### الدولية

#### الهيئات الدولية
قالت كاترين أشتون الممثلة السامية للاتحاد الأوروبي أنها شعرت بخيبة أمل وقلقة من الأحكام. وأضافت: «أشعر بخيبة أمل وقلق من قرار محكمة الاستئناف البحرينية لدعم الأحكام القاسية ضد السيد عبد الهادي الخواجة وتسعة عشر آخرين».
أكد عبد اللطيف الزياني الأمين العام لمجلس التعاون لدول الخليج العربية دعمه للحكم وأكد أن القضاء في البحرين مستقل. وأضاف: «القضاء البحريني يحظى باحترام الجميع».
أعرب بان كي مون الأمين العام للأمم المتحدة عن قلقه العميق بسبب ما وصفه بالأحكام القاسية وحث حكومة البحرين بالسماح لجميع المتهمين بممارسة حقهم في الاستئناف والتصرف بما يتفق بدقة مع التزاماتها الدولية لحقوق الإنسان بما فيها الحق في إجراءات التقاضي السليمة والمحاكمة العادلة. بعد إصدار الحكم في 4 سبتمبر أعرب عن قلقه وطلب من حكومة البحرين الوفاء بتنفيذ توصية لجنة تقصي الحقائق والدخول في حوار هادف لمعالجة التطلعات المشروعة لجميع البحرينيين.
أعربت نافانيثيم بيلاي المفوضية السامية للأمم المتحدة لحقوق الإنسان عن قلقها الشديد حيال المحاكمات التي تحمل علامات الاضطهاد السياسي ودعت إلى وضع حد فوري لمحاكمات المدنيين أمام محكمة السلامة الوطنية والإفراج الفوري عن جميع المتظاهرين السلميين الذين اعتقلوا ولهم صلة بحركة احتجاجات فبراير. روبرت كولفيل المتحدث باسم المفوضية أشار أيضا إلى أن الأحكام قاسية وأعرب عن قلقه العميق إزاء التجاوزات الخطيرة للإجراءات القانونية الواجبة. طالب المقررين الخاصين الأربعة للأمم المتحدة بالإفراج الفوري عن عبد الهادي الخواجة.

#### الدول
الدنمارك - قال فيلي سوفندال وزير الخارجية الدنمركي أن أحكام محكمة الاستئناف كانت مخيبة للآمال للغاية وسيتم اتخاذ المزيد من الإجراءات الدولية لتأمين الإفراج عن الخواجة وحقوق الإنسان الأخرى لمناضلي الديمقراطية في البحرين. طلب المتحدث الرسمي باسم السياسة الخارجية في فولكتنغ مناقشة فرض عقوبات محتملة على البحرين. ناشدت ثمانية أحزاب في فولكتنغ ملك البحرين إطلاق سراح عبد الهادي الخواجة وابنته زينب.
فرنسا - قال المتحدث الرسمي باسم وزارة الخارجية الفرنسية أنه يشعر بالقلق خاصة من قبل الحكم على الخواجة وأعرب عن أمله أن تتم مراجعته في الاستئناف. أكد على حق حرية التعبير وحث السلطات على تنفيذ توصيات اللجنة البحرينية المستقلة.
إيران - انتقد المتحدث الرسمي باسم وزارة الخارجية الاحكام قائلا بأنها لن تؤدي إلا إلى تعقيد الوضع أكثر من ذلك. وقال أن الحل الوحيد للأزمة في البحرين لاستعادة الهدوء والاستقرار هو الاستجابة للمطالب المشروعة للسكان.
جمهورية أيرلندا - انتقد إيمون غيلمور نائب رئيس الوزراء ووزير الشؤون الخارجية والتجارة حكم الخواجة وأعرب عن مخاوفه الكبيرة. وأضاف: «نحن ندعم وبقوة الجهود الدولية التي تحث الحكومة البحرينية لممارسة الرأفة والسماح بالإفراج عنه لأسباب إنسانية لا سيما في ضوء النتائج الواضحة الموثقة من قبل اللجنة البحرينية للتحقيق الدولية حول كيفية معاملة السيد الخواجة السيئة على محمل الجد».
المملكة المتحدة - أعرب أليستير بيرت وزير الدولة للشؤون الخارجية عن شعوره بالقلق إزاء العملية التي تحيط الحكم على 21 من أعضاء المعارضة وكذلك طبيعة العديد من الاتهامات. وجد أنه مدعاة للقلق العميق من أن المدنيين يخضعون للمحاكمة أمام محاكم يرأسها قاض عسكري مع تقارير عن سوء المعاملة في الاعتقال وعدم الحصول على المشورة القانونية والاعترافات القسرية. وبعد صدور الأحكام في 4 سبتمبر قال الوزير أنه أصيب بخيبة أمل.
الولايات المتحدة - أعربت الولايات المتحدة عن قلقها إزاء شدة الأحكام الصادرة على أعضاء مجموعة البحرين ثلاثة عشر وقال باراك أوباما أن إبقائهم في السجن يعني استحالة البدء في حوار حقيقي على الرغم من تجنب الإشارة المباشرة إلى أعضاء المجموعة. دعت الولايات المتحدة للإفراج عن المسجونين بسبب آرائهم السياسية. قال المتحدث الرسمي عن وكيل وزارة الخارجية في إشارة إلى ملاحظة الرئيس أوباما أن مثل هذه الخطوات مخالفة للحقوق العالمية للمواطنين وحث الحكومة البحرينية على التقيد بالتزامها إجراءات قضائية شفافة. انتقدت منظمة العفو الدولية الولايات المتحدة بسبب عدم الاكتراث والنهج اللين وحثتها على المطالبة بالإفراج عن المعتقلين بدلا من الانخراط في التمني في التفكير في عملية الاستئناف.

#### المنظمات غير الحكومية
انتقدت عدد من جماعات حقوق الإنسان الأحكام. اعتبرت منظمة العفو الدولية أعضاء المجموعة سجناء رأي ودعت إلى إطلاق سراحهم فورا ودون قيد أو شرط. كما دعت إلى إجراء تحقيق مستقل في مزاعم تعرضهم لإساءة المعاملة وحثوا المسؤولين بتقديمهم إلى العدالة وانتقدت السلطات البحرينية عن ما وصفته صورة زائفة للعدالة وقال أن الأحكام تعد دليل آخر على أن البحرين لم تكن على طريق الإصلاحات. طالب نائب مدير هيومن رايتس ووتش في الشرق الأوسط وشمال أفريقيا جو ستورك بالإفراج الفوري.

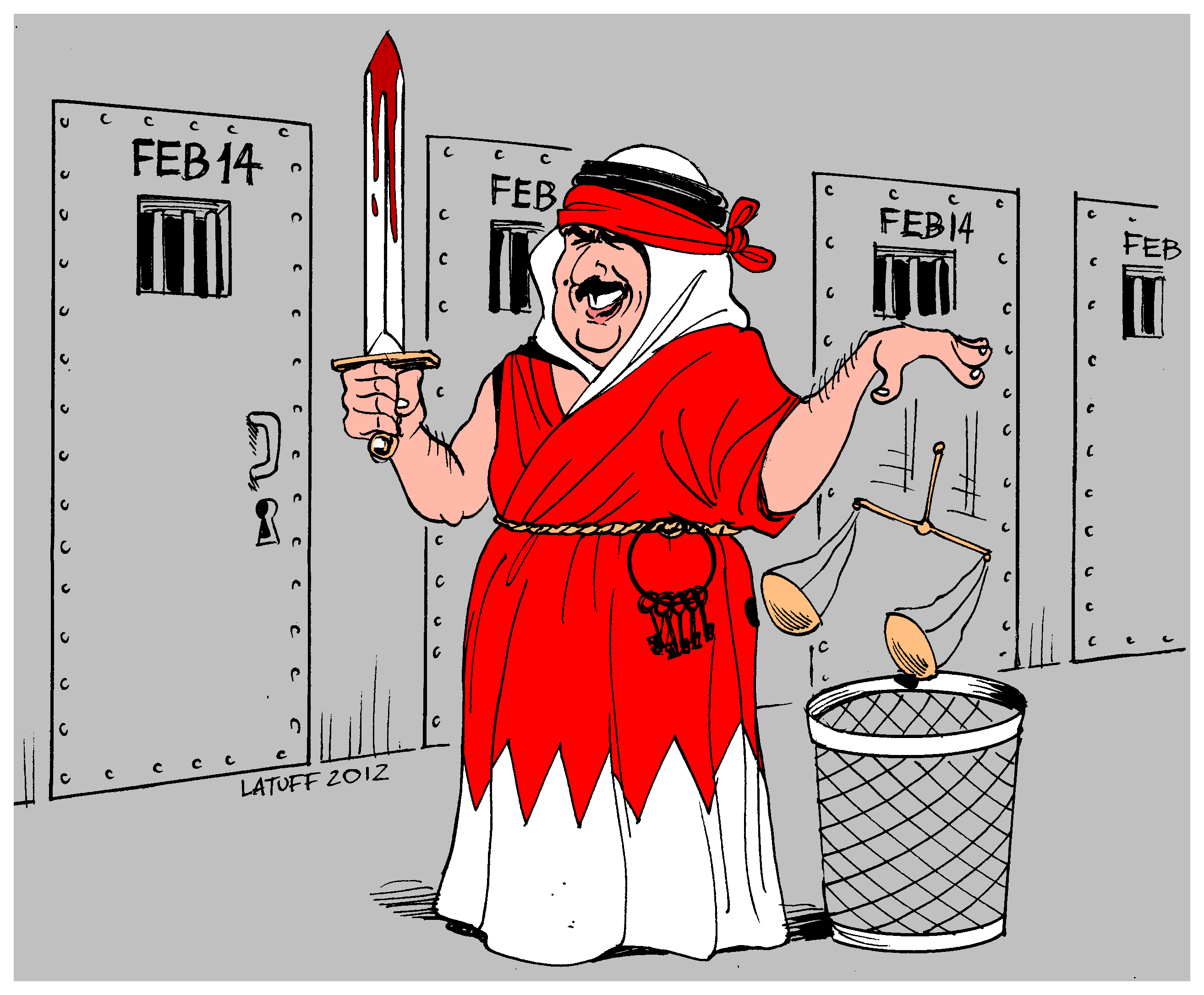
كاريكاتير سياسي لسيدة العدل البحرينية من قبل البرازيلي كارلوس لطوف

صدم مراسلون بلا حدود من الأحكام وقلق للغاية بشأن الحالة الجسدية للسنكيس وطالبت جنبا إلى جنب مع جميع سجناء الرأي الآخرين الإفراج عنهم. أدانت لجنة حماية الصحفيين الأحكام ورفضت التهم السياسية التي كانت عبارة عن تصفية حسابات. أدانت الشبكة العربية لمعلومات حقوق الإنسان الأحكام. أعرب الاتحاد الدولي لحقوق الإنسان والمنظمة العالمية لمناهضة التعذيب عن القلق البالغ من الأحكام وطالبوا بالإفراج الفوري وغير المشروط عن أعضاء مجموعة البحرين ثلاثة عشر. انتقدت منظمة حقوق الإنسان أولا ما وصفته بأنه محاكمة العرض السياسي الكبير وأعلنت أن الأحكام كشفت عن مهزلة المحاكم العسكرية في البحرين. انتقدت أحكام الاستئناف وقالت أن الإصلاح صوري.
صدم نادي القلم الدولي من الأحكام وطالب بالإفراج عن السنكيس وجميع المسجونين بسبب التعبير السلمي عن الرأي. قال جين كينينمونت من تشاتام هاوس أن الحكومة تحاول إظهار قوتها قبيل حوار مزمع مع الجمعيات السياسية وأن الضغوط الغربية محدودة بسبب الدعم السعودي. منظمة فرونت لاين ديفندرز الذي كان الخواجة منسق حماية في منطقة الشرق الأوسط لمدة ثلاث سنوات أدانت الحكم الصادر بحقه وطالبت إطلاق سراحه فورا والإفراج غير المشروط. رسام الكاريكاتير السياسي البرازيلي كارلوس لطوف رسم كاريكاتير باسم سيد العدل البحرينية تصور ملك البحرين حاملا سيف ملطخ بالدماء في يد واسقاط موازين العدل في سلة المهملات من اليد الأخرى.

### المحلية
قالت حكومة البحرين أن المحاكمات كانت عادلة والقضاء مستقل. قدمت المحكمة جميع الضمانات لمحاكمة عادلة من خلال فريق من 17 محامي دفاع اختارهم المدعى عليهم. حضر المحاكمة العديد من الدبلوماسيين من مختلف الجنسيات وكذلك ممثلي منظمات حقوق الإنسان ومنظمات المجتمع المدني الأخرى. ردا على ردود الفعل الدولية المختلفة رفضت وزارة شؤون حقوق الإنسان أي تدخل من قبل أي دولة أو منظمة. أشاد أنصار الحكومة بالأحكام ويطالبون بمنع العفو عن أعضاء المجموعة. محمد خالد وهو نائب نيابي سابق ورجل دين متشدد كتب: «الله أكبر! الله أكبر!» على تويتر.

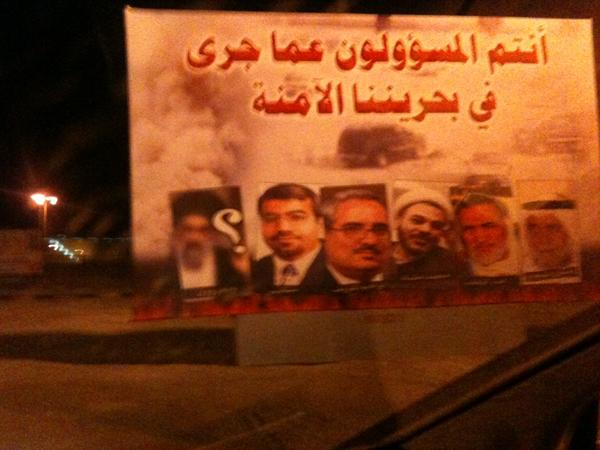
لافتة من أعداء مجموعة البحرين ثلاثة عشر

الكثير من السنة يدعمون الحكومة ويرون أن مجموعة البحرين ثلاثة عشر تهدف إلى زعزعة استقرار البلاد وتسعى إلى إسقاط النظام الملكي. الحكومة المتشددة والجماعات السياسية السنية غالبا يطالبون بإصدار أحكام قاسية وعدم منحهم عفو. بالنسبة إلى الكثير من مؤيديهم في البحرين وخارجها فإن أعضاء مجموعة البحرين الثلاثة عشر هم أبطال وسجناء الرأي سجنوا ظلما ويدعون إلى الديمقراطية. تظهر وجوههم يوميا في اللافتات أثناء الاحتجاجات.
انتقد عيسى قاسم مفتي الشيعة في البحرين المحاكمات غير العادلة وقال أن الأحكام: «وكأنه سد منع الناس من المشاركة في الحوار». لم ترحب عائلة الناشط البارز في مجال حقوق الإنسان الخواجة بإعادة المحاكمة. تعتبر مريم الخواجة أنه خبر محزن وليس خبر مفرح واصفة المحكمة كأداة يستخدمها النظام ضد شعبه. وقالت أنها لم تصدم من حكم المحكمة المدنية كما أنه ليس هناك «أي عواقب أو مساءلة دولية للنظام في البحرين». زوجة الخواجة وجدت أن القرار سخيف وقالت أن الحكومة كسبت الوقت. ذكر مركز البحرين لحقوق الإنسان أن الأحكام استندت إلى اعترافات انتزعت تحت وطأة التعذيب وشهادة من زعم أنهم مارسوا التعذيب. رئيس المركز نبيل رجب انتقد أحكام المحكمة العسكرية غير العادلة والتقصير في المعايير الدولية.
أعربت جمعية شباب البحرين لحقوق الإنسان عن قلقها إزاء ما وصفته بانتهاكات ضد البحرين ثلاثة عشر. قالت جمعية الوفاق أن الأحكام تعوق الجهود الرامية إلى الحوار وتضر بالسمعة الدولية للبلاد. وصفت جمعية الصحافة البحرينية الحكم بأنه غير عادل وفاحشة وشابته تجاوزات وانتهاكات لكافة المعايير القانونية وحقوق الإنسان. قال المحامي في مجال حقوق الإنسان محمد التاجر أن حكم الاستئناف كان صادما. في مقالة رأي في جريدة الوسط قال قاسم حسين أن أكثر الكلمات التي يتذكرها حول قضية البحرين ثلاثة عشر هي كلمات إبراهيم شريف: «هذه المحاكمات السياسية هي محاكمات الأفكار».